# 손 야즈
《손 야즈》(튀르키예어: Son Yaz)는 2021년 방영된 터키의 텔레비전 드라마이다.